# Szabó Imre (püspök, 1814–1881)
Szabó Imre (Békás, 1814. október 10. – Szombathely, 1881. február 28.) író, püspök, tanár, az MTA tiszteleti tagja.

## Élete
Szabó János uradalmi gazdatiszt és Jankó Anna fia. 1823-ban lépett a pápai gimnázium első osztályába, ahonnét az V. osztályra Győrbe ment. Tanára, Czuczor Gergely biztatta írásra. 1831-ben végezte ugyanott a bölcseleti tanfolyamot, midőn a veszprémi egyházmegye növendékei közé felvétetvén, a hittudományi tanfolyamot 1831-36-ban a pesti egyetemen végezte. A pesti központi papnevelőben fennálló magyar egyházirodalmi iskolának egyik legmunkásabb tagja volt. 1837 májusában szentelték áldozópappá, és Karádon (Somogy megye) lett segédlelkész. 1838. szeptember 12-től a veszprémi szeminárium felügyelője és helyettes tanára, 1842. október 29-én a papnevelő intézet aligazgatójává nevezte ki.
Mint egyházi szónok is közkedveltséget vívott ki magának. 1838-ban ő hivatott meg a Deák Antal fölötti gyászbeszéd megtartására. 1845-től plébános Csicsón, majd a budapesti egyetem hitszónoka, 1848-ban a „Katholikus Néplap” alapító szerkesztője. A jó és olcsó könyvkiadó társulatnak (az 1847 májusában alakult későbbi Szent István Társulat) egy ideig ideiglenes titkára volt. 1850-ben a szabadságharc alatti magatartása miatt vidékre helyezték. Felsőiszkázon 1850. október 1-től helyettes volt, majd 1855-ben plébános lett. 1861 és '65-ben Deák-párti programmal országgyűlési képviselővé választották, 1867-ben pedig a vallás- és közoktatásügyi minisztériumban dolgozott mint osztálytanácsos. Azon év július 27-én és 1869. március 17-én Pápán negyedízben nyerte el a képviselői mandátumot. 1867. szeptember 15-én Bélanutról címzett apáttá neveztetett ki.
A Magyar Tudományos Akadémia 1869. évi nagygyűlésén (április 14.) a nyelv- és széptudományi osztályba tiszteleti tagul választatott meg; azon évben kineveztetett veszprémi kanonoknak és június 30-án szombathelyi püspöknek. 1870-ben részt vett az I. Vatikáni Zsinaton. 1880-ban a természetvizsgálók szombathelyi gyűlésének elnökévé választatván, megnyitó beszéde figyelmet keltett. Meghalt 1881. február 28-án Szombathelyen. Jótékony adományai közül kiemelendő azon 21 955 forint, melyet az iszkázi templom építésére adott.
Írásaival mindenekelőtt a falusi embereket kívánta szolgálni. Erkölcsnemesítő színdarabokat fordított, népies elbeszéléseket írt.
A szombathelyi székesegyházban nyugszik, sírhelyét a Nemzeti Emlékhely és Kegyeleti Bizottság „A” kategóriában a Nemzeti Sírkert részévé nyilvánította.

## Műveiből
- Tanácsadó a falusi nép számára. Pest, 1848.
- Az egyház hivatása új alkotmányunk irányában… Pest, 1848.
- A zsellér leány. (elb.) Esztergom, 1850.
- Elveszett fiú. (elb.) Esztergom, 1851.
- Néphez alkalmazott egyházi beszédek… Eger, 1854.
- A falu őrangyala. (r.) Eger, 1862.
- Rozzant szekér, sánta ló. (elbeszélés) Pest, 1865., Népiratkák 56 Szent István Társulat Budapest, 1892.
- Népnevelési egyletekről. Esztergom, 1868.
- Emlékbeszéd Bitnicz Lajos felett. Pest, 1872.
- Jézus Krisztus élete és tanítása. Szombathely, Bertalan József könyvnyomdája, 1881.
- Egyházi beszédek. 1-3. köt. Bp. 1903.